# 勒贝尔格
勒贝尔格（法語：Rebergues，法語發音：[ʁəbɛʁɡ]）是法国上法蘭西大區加来海峡省的一个市镇，属于圣奥梅尔区。

## 地理
勒贝尔格（50°45'26"N, 1°57'29"E）面积4.74 平方千米，位于法国上法蘭西大區加来海峡省，该省份为法国北部沿海省份，西北濒北海，南至索姆省，东临北部省。
与勒贝尔格接壤的市镇（或旧市镇、城区）包括：利克、欧德雷昂、埃克耶、上洛坎、奥坎冈、叙尔克、克莱尔克。

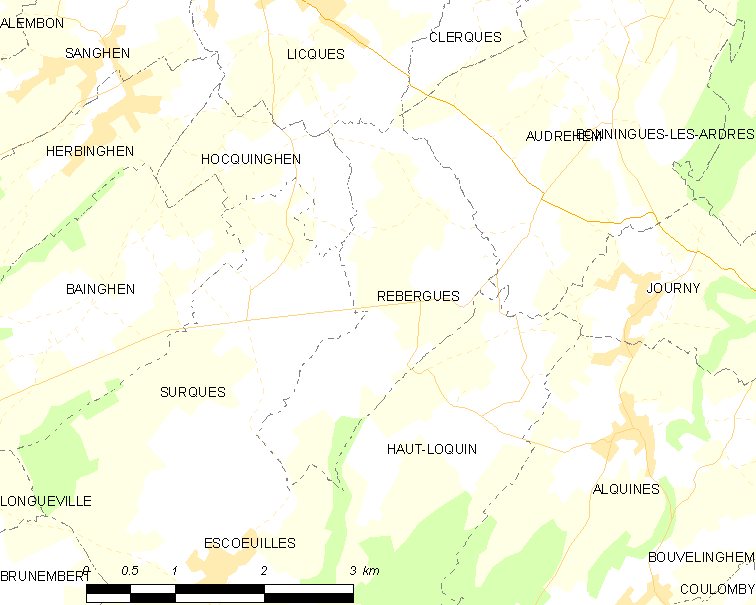
勒贝尔格的OSM定位图

勒贝尔格的时区为UTC+01:00、UTC+02:00（夏令时）。

## 行政
勒贝尔格的邮政编码为62850，INSEE市镇编码为62692。

## 政治
勒贝尔格所属的省级选区为兰布尔县。

## 人口

1962-2008年间勒贝尔格人口变化图示

勒贝尔格于2022年1月1日时的人口数量为397人。